# Крушинський Вадим Вікторович
Вади́м Ві́кторович Круши́нський (нар. 2 липня 1982) — український тренер з легкої атлетики, майстер спорту України з легкої атлетики. Заслужений тренер України, заслужений працівник фізичної культури і спорту України (2019).

## Короткі відомості
Проживає у місті Хмельницький. Тренер вищої категорії, старший тренер-викладач відділення легкої атлетики Хмельницького обласного центру фізичного виховання учнів молоді.
Серед вихованців — Бех-Романчук Марина Олександрівна та Колотій Анастасія.